# Měřín (Žďár nad Sázavou)
Měřín (Duits: Wollein) is een Moravische vlek (městys) in de Tsjechische regio Vysočina, en maakt deel uit van het district Žďár nad Sázavou. Měřín telt 2048 inwoners (2023).

## Geschiedenis
- 1298 – De eerste schriftelijke vermelding van Měřín.
- 2006 – De gemeente Měřín krijgt (opnieuw) de status vlek.[1]